# Roberto Colombo (calciatore)
Roberto Colombo (Monza, 24 agosto 1975) è un dirigente sportivo ed ex calciatore italiano, di ruolo portiere.

## Carriera

### Club
Cresciuto nelle giovanili del Milan, dopo aver giocato per quasi l'intera carriera nelle serie minori, esordisce nel Bologna in Serie B nel 2007 contro l'AlbinoLeffe parando un rigore. Debutta in Serie A il 19 aprile 2009 in Palermo-Bologna (4-1). Il 26 aprile 2009 gioca la seconda gara in massima serie, contribuendo alla vittoria rossoblù contro il Genoa per 2-0.
La stagione successiva, 2009-2010, Colombo è ancora il secondo portiere del Bologna. Il suo esordio stagionale, legato ad un infortunio occorso a Emiliano Viviano, risale al 24 gennaio 2010 in occasione della partita Bologna-Bari (2-1) in cui disputa una buona gara risultando poco impegnato. In campionato viene utilizzato in occasione della partita Chievo-Bologna del 31 gennaio e Bologna-Milan del 7 febbraio. In occasione della sfida contro i rossoneri, da cui Colombo proviene e di cui è tifoso, il portiere gioca bene confermando la sua affidabilità. Gioca anche l'ultima partita, ininfluente, di campionato a Cagliari.
Alla fine della stagione 2009-2010 si svincola dal Bologna e si aggrega al Milan per partecipare ad una tournée di amichevoli negli Stati Uniti.
Il 20 agosto 2010 viene ingaggiato a parametro zero dalla Triestina dove gioca 33 match subendo 44 gol mentre l'anno successivo, il 12 luglio 2011, si trasferisce (sempre a parametro zero) al Napoli, dove assume il ruolo di terzo portiere alle spalle di Morgan De Sanctis e Antonio Rosati. Con la maglia azzurra vince il primo trofeo in carriera, la Coppa Italia, sebbene non venga mai utilizzato nel corso della stagione. Al termine della stagione il contratto viene rinnovato per un altro anno, cui l'anno successivo fa seguito un ulteriore prolungamento annuale. Nelle prime due stagioni non colleziona presenze in prima squadra.
Il 3 maggio 2014 vince la sua seconda Coppa Italia con i campani allo Stadio Olimpico di Roma contro la Fiorentina, anche in questo caso senza mai scendere in campo. Tre giorni dopo fa infine il suo esordio con la maglia azzurra, subentrando a José Manuel Reina all'inizio del secondo tempo della terzultima giornata di campionato al San Paolo contro il Cagliari, gara terminata 3-0 in favore dei partenopei.
Il 10 luglio 2015, rimasto svincolato, si trasferisce a Cagliari come terzo portiere.
Il 15 aprile 2017, subentra al 90º nella partita contro il Chievo, esordendo di fatto con la maglia sarda all'età di 41 anni e 234 giorni e piazzandosi al quarto posto dei calciatori più anziani ad avere mai disputato una gara in Serie A. Dopo questa gara annuncia il ritiro dall'attività agonistica, diventando team manager del club rossoblù.

## Statistiche

### Presenze e reti nei club
| Stagione        | Squadra         | Campionato      | Campionato | Campionato | Coppe nazionali | Coppe nazionali | Coppe nazionali | Coppe continentali | Coppe continentali | Coppe continentali | Altre coppe | Altre coppe | Altre coppe | Totale | Totale |
| Stagione        | Squadra         | Comp            | Pres       | Reti       | Comp            | Pres            | Reti            | Comp               | Pres               | Reti               | Comp        | Pres        | Reti        | Pres   | Reti   |
| --------------- | --------------- | --------------- | ---------- | ---------- | --------------- | --------------- | --------------- | ------------------ | ------------------ | ------------------ | ----------- | ----------- | ----------- | ------ | ------ |
| 1995-1996       | Valdagno        | C2              | 19         | -14        | CI-C            | 0               | 0               | -                  | -                  | -                  | -           | -           | -           | 19     | -14    |
| 1996-1997       | Fiorenzuola     | C1              | 3          | -4         | CI-C            | 0               | 0               | -                  | -                  | -                  | -           | -           | -           | 3      | -4     |
| 1997-1998       | Solbiatese      | C2              | 27+2       | -35 + -2   | CI-C            | 0               | 0               | -                  | -                  | -                  | -           | -           | -           | 29     | -37    |
| 1998-1999       | Monza           | B               | 1          | -2         | CI              | 0               | 0               | -                  | -                  | -                  | -           | -           | -           | 1      | -2     |
| 1999-gen. 2000  | Milan           | A               | 0          | 0          | CI              | 0               | 0               | UCL                | 0                  | 0                  | SI          | 0           | 0           | 0      | 0      |
| gen.-giu. 2000  | Padova          | C2              | 14         | -13        | CI-C            | 0               | 0               | -                  | -                  | -                  | -           | -           | -           | 14     | -13    |
| 2000-2001       | Padova          | C2              | 21         | -13        | CI-C            | 2               | -2              | -                  | -                  | -                  | -           | -           | -           | 23     | -15    |
| 2001-2002       | Padova          | C1              | 1          | -1         | CI-C            | 2               | -5              | -                  | -                  | -                  | -           | -           | -           | 3      | -6     |
| 2002-2003       | Padova          | C1              | 24+2       | -26 + -2   | CI-C            | 10              | -9              | -                  | -                  | -                  | -           | -           | -           | 36     | -37    |
| 2003-2004       | Padova          | C1              | 32         | -26        | CI-C            | 1               | -2              | -                  | -                  | -                  | -           | -           | -           | 33     | -28    |
| 2004-2005       | Padova          | C1              | 34         | -39        | CI-C            | 0               | 0               | -                  | -                  | -                  | -           | -           | -           | 34     | -39    |
| Totale Padova   | Totale Padova   | Totale Padova   | 126+2      | -118 + -2  |                 | 15              | -18             |                    | -                  | -                  |             | -           | -           | 143    | -138   |
| 2005-2006       | San Marino      | C1              | 33+2       | -35 + -0   | CI+CI-C         | 1+0             | -3              | -                  | -                  | -                  | -           | -           | -           | 37     | -38    |
| 2006-2007       | Bologna         | B               | 1          | -1         | CI              | 0               | 0               | -                  | -                  | -                  | -           | -           | -           | 1      | -1     |
| 2007-2008       | Bologna         | B               | 0          | 0          | CI              | 0               | 0               | -                  | -                  | -                  | -           | -           | -           | 0      | 0      |
| 2008-2009       | Bologna         | A               | 3          | -6         | CI              | 2               | -2              | -                  | -                  | -                  | -           | -           | -           | 5      | -8     |
| 2009-2010       | Bologna         | A               | 4          | -3         | CI              | 0               | 0               | -                  | -                  | -                  | -           | -           | -           | 4      | -3     |
| Totale Bologna  | Totale Bologna  | Totale Bologna  | 8          | -10        |                 | 2               | -2              |                    | -                  | -                  |             | -           | -           | 10     | -12    |
| 2010-2011       | Triestina       | B               | 33         | -44        | CI              | -               | -               | -                  | -                  | -                  | -           | -           | -           | 33     | -44    |
| 2011-2012       | Napoli          | A               | 0          | 0          | CI              | 0               | 0               | UCL                | 0                  | 0                  | -           | -           | -           | 0      | 0      |
| 2012-2013       | Napoli          | A               | 0          | 0          | CI              | 0               | 0               | UEL                | -                  | -                  | SI          | 0           | 0           | 0      | 0      |
| 2013-2014       | Napoli          | A               | 1          | 0          | CI              | 0               | 0               | UCL+UEL            | 0                  | 0                  | -           | -           | -           | 1      | 0      |
| 2014-2015       | Napoli          | A               | 0          | 0          | CI              | 0               | 0               | UCL+UEL            | 0                  | 0                  | SI          | 0           | 0           | 0      | 0      |
| Totale Napoli   | Totale Napoli   | Totale Napoli   | 1          | 0          |                 | 0               | 0               |                    | 0                  | 0                  |             | 0           | 0           | 1      | 0      |
| 2015-2016       | Cagliari        | B               | 0          | 0          | CI              | 0               | 0               | -                  | -                  | -                  | -           | -           | -           | 0      | 0      |
| 2016-2017       | Cagliari        | A               | 1          | 0          | CI              | 0               | 0               | -                  | -                  | -                  | -           | -           | -           | 1      | 0      |
| Totale Cagliari | Totale Cagliari | Totale Cagliari | 1          | 0          |                 | 0               | 0               |                    | 0                  | 0                  |             | 0           | 0           | 1      | 0      |
| Totale carriera | Totale carriera | Totale carriera | 252+6      | -262 + -4  |                 | 18              | -23             |                    | 0                  | 0                  |             | 0           | 0           | 277    | -289   |

## Palmarès

### Club

#### Competizioni nazionali
- Campionato italiano Serie C2: 1

Padova: 2000-2001
- Coppa Italia: 2

Napoli: 2011-2012, 2013-2014
- Supercoppa italiana: 1

Napoli: 2014
- Campionato italiano di Serie B: 1

Cagliari: 2015-2016